# Juncus filicaulis
Juncus filicaulis är en tågväxtart som beskrevs av Franz Georg Philipp Buchenau. Juncus filicaulis ingår i släktet tåg, och familjen tågväxter. Inga underarter finns listade i Catalogue of Life.